# Новосемейкино (Луганская область)
Новосеме́йкино (укр. Новосімейкіне) — посёлок, относится к Сорокинскому городскому совету Луганской области Украины. Под контролем самопровозглашённой Луганской Народной Республики.

## География
Соседние населённые пункты: село Радянское, посёлки Семейкино на западе, Краснодон, Широкое, Энгельсово на юго-западе, Мирное на юге, Таловое и город Краснодон на юго-востоке, города Молодогвардейск (примыкает) и Суходольск на востоке, сёла Самсоновка на севере, Придорожное и Красное на северо-западе.

## Население
Население по переписи 2001 года составляло 535 человек.

## Общие сведения
Почтовый индекс — 94419. Телефонный код — 6435. Занимает площадь 0,37 км².

## Местный совет
94415, Луганская обл., г. Молодогвардейск, ул. Ленина, 13